# 中国爵位
爵位，又称封爵、世爵，是古代皇族、贵族的封号，用以表示身份等级与权利的高低。世爵从夏商时期开始，到中华民国建立后的1930年代左右结束。

## 先秦

### 夏商
按《通典·职官·封爵》记载，自尧帝、舜帝以及夏朝，置五等爵：公、侯、伯、子、男。商朝置爵三等：公、侯、伯，无子、男二等。《礼记》等文字资料能提供佐证，但是究竟历史事实如何，目前缺乏足够的考古资料。有学者认为远古的五等爵制度只是后世理想化的编纂。从甲骨文来看，商代的公爵通常仅为对死者的尊称，方国国君、诸侯可以有“侯”、“伯”、“子”或“田”的爵称。

### 周朝
周朝革命，武王克殷而立之际，设立严格的等级分封制，最初设公、监、侯、伯、子五等爵，三監之亂後改為公、侯、伯、子、男五等爵位，世襲罔替。比男爵更低的封国仅为“附庸”，只能依附于其他有五等爵位的诸侯国。
西周时期有爵位的贵族统称诸侯，诸侯皆有封地，其封地相当于地方行政单位；諸侯的封地称“諸侯國”，按照爵等的不同，诸侯国须对周王室尽贡赋朝见等畿服义务。
诸侯作为天子的封臣尽朝觐义务的同时，又作为地方行政单位的君长，拥有自己的属臣和附庸。属臣是诸侯国内掌管政务的卿士；附庸则是有土地的卿士，不在诸侯国内主政，但是依附于诸侯。卿士包括卿（可能分上卿、下卿不同等级），大夫（可能有上大夫、中大夫、下大夫不同等级）及士（可能包括元士、中士、庶士不同等级），构成了五等爵体系之外的没有爵位的贵族等级。
卿士的封地称作“邑”，在對封邑行使統治權的同时受命於所依附的諸侯。周天子作为天下共主的同时，其本身在理论上也应该是最大的诸侯之一，其直接管辖的领地称为王畿。王畿之内，也设有卿、大夫、士等官职。由于王畿之内的卿士是直接从属于周天子的属臣，其身份等级高于作为诸侯附庸的同级别附庸；一旦受封土地，王畿之内的卿、大夫及士身份等级分别视同侯、伯及子男等有爵位的贵族。
到了东周的春秋战国时期，各主要诸侯相继称王，并普遍废除了卿大夫的采邑制度，有些诸侯国改行郡县制，各国纷纷设置了新的封爵制度，产生了一些有别于之前卿大夫的爵位封号，如徹侯、封君、秦国的二十等爵制等等。这些新设的封爵有些有食邑，有些只有俸禄，大多數都不能世袭。列国内仍然有“卿”、“大夫”、“士”的爵位。楚國统治中心在当时的中原地区以外，周人封给的爵等为子但自称为王，并且因长期兼并周边小国及部落，国土广大、风俗文化与中原王室及诸侯相异，也不采用五等爵制度，而是另设通侯、執圭、執帛等爵位。

## 秦朝
秦始皇統一天下後，改徹侯為列侯，內侯為倫侯。

## 西漢
西漢基本沿袭秦二十等爵，其上又设王爵（即諸侯王）。

### 諸侯王
公元前202年汉朝建立后，高皇帝刘邦将一些在楚汉战争中立有大功的将领封为诸侯王，加上在此之前便已受封的英布等，共有异姓诸侯王七人。此外，刘邦还将他的（堂）兄弟及儿子封为诸侯王，后世的汉朝皇帝也大多将自己的儿子封为诸侯王。
早期的诸侯国大的包含数十个郡，小的也有数郡，都由诸侯王自行治理，汉朝朝廷只任命太傅而已，其余官員皆由王自己任命。在诸侯国中，太傅辅佐诸侯王，內史治理国民，中尉掌管武将军职，丞相统领众官，其他卿大夫都官等都像朝廷一样。
劉邦在剪除異姓王之後，規定“非劉氏而王者，天下共誅之”。刘邦死后，汉惠帝刘盈继位，太后吕雉掌权，她加封自己的侄子、侄孙为诸侯王，被称为“诸吕”，但在吕雉死后均被铲除。
随着诸侯王势力的不断壮大，汉朝朝廷的中央集权政策与诸侯王之间的冲突日益加剧，最终发展成为七国之乱。
漢景帝平定七国之乱後，于景帝中五年（前145年）下令諸侯王不得再治理国家，仅仅以租税为供养，由天子为其任命官吏，并将诸侯王国的“丞相”改為“相”，取消御史大夫、廷尉、少府、宗正、博士等官职，減少大夫、謁者、郎、諸官長丞的員額。漢武帝時，将諸侯王国的“太僕”改為“僕”，官秩由二千石降為千石，郎中令亦降為千石。漢成帝綏和元年（前8年），取消诸侯王国的內史，令相如同郡的太守一样负责治理國民，中尉则如同郡的都尉一样。
刘邦分封诸侯王时，规定诸侯王死后王国由王太子单独继承；到了汉武帝时，为了继续削减诸侯国的势力，汉武帝在主父偃的建议下开始实行推恩令，规定诸侯王死后，王太子在继承王国时需要将部分国土交给自己的兄弟封为列侯。

### 公
漢成帝綏和元年（前8年），将周朝后裔承休侯姬當和商朝后裔紹嘉侯孔何齊进封為承休公、紹嘉公，封地增加至方圆百里，之后又改為鄭公、宋公。
西汉末年，王莽被封为安汉公，其子王安和王临也被封为新举公和褒新公。

### 二十等爵
漢初，改稱列侯為徹侯、倫侯為關內侯，封功臣和王子、外戚共一百四十三人為侯，封地户口多者可達数万，少者也有數百。徹侯與關內侯原級世襲，其餘爵位降級世襲。徹侯本封地稱為“某侯國”，別封地則稱為“某侯某邑”。侯國為縣級政區之一，設相，相當於縣、道、邑之令長。徹侯自置家丞、庶子、门大夫、洗马、行人等家臣。漢武帝時，因避諱改稱徹侯為通侯，後又稱列侯。漢武帝為削弱諸侯王的實力，頒布推恩令，析諸侯國領土封王子為列侯，侯國別屬漢郡。
虽然高皇帝刘邦在白馬之盟中规定“若无功上所不置而侯者，天下共诛之”，即封侯的必要条件是立有功勋，但实际上皇后的父亲和太后的兄弟均可封侯，到了汉武帝时为宰相封侯也成为了惯例。
從西漢開始，皇帝經常對百姓進行賜爵，但爵不得過公乘。汉初赏赐爵位的同时根据爵位等级授予不同大小的田和宅。

### 武功爵
汉武帝时，为筹措战费，令卖二十等爵（关内侯之下），致使二十等爵为人所轻。于是为将士立功者另设武功爵十一等（一级造士，二级闲舆卫，三级良士，四级元戎士，五级官首，六级秉铎，七级千夫，八级乐卿，九级执戎，十级政戾庶长，十一级军卫），后亦卖之。

## 新朝
西漢孺子嬰居攝三年（8年），在王莽的主導下施行五等爵，又改關內侯為附城。
新朝建立後，繼續施行五等爵制。始建國四年（12年），王莽授諸侯茅土，其中公十四人，侯九十三人，伯二十一人，子百七十一人，男四百九十七人，凡七百九十六人。又有附城千五百一十一人。公的封地方百里，稱為“同”，有眾萬戶；侯、伯的封地方七十里，稱為“國”，眾戶五千；子、男的封地方五十里，稱為“則”，眾戶二千五百。但因图簿未定，未授国邑，僅給月钱数千。

## 東漢
東漢的爵制基本沿襲西漢之制。漢光武帝建武元年（25年），将列侯分为縣侯、鄉侯、亭侯三个等级，仅对縣侯仍然设置侯國。列侯舊有家臣中的行人、洗馬、門大夫被廢除，食邑千戶以上的设置家丞、庶子各一人，不滿千戶的僅设置庶子一人。建武十三年（37年），将遠支諸侯王降封為列侯，近支諸侯王降封為公。建武十七年（41年），又重新進封諸国公為王。
漢獻帝建安二十年（215年），曹操對二十等爵制進行了改革，將原來的十八級到十五級爵位分別改為名號侯、關中侯、關外侯、五大夫，以賞軍功。
建安十八年五月，汉献帝下诏册封曹操为魏公，加九锡；建安十九年三月，汉献帝下诏令魏公位在诸侯王上；建安二十一年四月，汉献帝下诏封曹操为魏王。这是东汉爵位制度在末期的特例。

## 三国
魏文帝黃初二年（221年），設郡公、縣公二爵，封皇子為郡公、皇弟為縣公。黃初三年（222年），進封諸公為王，王爵始分為郡王、縣王二等，又規定王之庶子封鄉公，嗣王之庶子封亭侯，公之庶子封亭伯。
| 爵位         | 始設時間              | 授爵舉例             | 備註                   |
| 王（二十郡） | 建安二十一年（216年） | 晉王司馬昭           | 專用于封授準備受禪者   |
| 公（十郡）   | 建安十八年（213年）   | 晉公司馬昭           | 專用于封授準備受禪者   |
| 王（郡王）   | 西漢                  | 沛王曹林             | 專用于封授宗室         |
| 王（縣王）   | 黃初三年（222年）     | 鄄城王曹植           | 專用于封授宗室         |
| 公（郡公）   | 建武十三年（37年）    | 秦公曹禮             | 專用于封授宗室、公孫淵 |
| 公（縣公）   | 綏和元年（前8年）     | 平陽公曹琮           | 專用于封授二王後、宗室 |
| 侯（縣侯）   | 戰國                  | 平原侯甄德           |                        |
| 鄉公         | 黃初三年（222年）     | 高貴鄉公曹髦         | 專用于封授宗室         |
| 鄉侯         | 建武元年（25年）      | 博平鄉侯毛嘉         |                        |
| 亭侯         | 建武元年（25年）      | 安陽亭侯郭表         |                        |
| 亭伯         | 黃初三年（222年）     |                      | 專用于封授宗室         |
| 關內侯       | 戰國                  | 關內侯鄧艾           |                        |
| 名號侯       | 建安二十年（215年）   | 崇德侯劉珪           |                        |
| 關中侯       | 建安二十年（215年）   | 關中侯孫資           |                        |
| 關外侯       | 建安二十年（215年）   |                      |                        |
| 五大夫       | 建安二十年（215年）   |                      |                        |
| 吏民爵       | 戰國                  | 賜天下男子爵，人二級 | 專用於賜予百姓         |

魏元帝咸熙元年（264年），開建五等，分郡公、縣公、大國侯、次國侯、大國伯、次國伯、大國子、次國子、大國男、次國男十級，設置相以及典祠、典書、典衛、典禮令（或長、丞）等國官，配備車前司馬、旅賁等儀仗，縣公以下皆有固定封疆里數和食邑數。自騎督以上六百餘人皆封。
蜀漢、孫吳的爵制沿襲曹操改革之前的東漢制度，唯蜀漢對封侯嚴格管控。

## 晉朝

### 西晉
西晋的爵制基本沿襲咸熙之制。泰始元年（265年），新設郡侯一爵。咸寧三年（277年），改封諸王，將王爵分為大國王（二万户以上）、次國王（万户以上）、小國王（又分為五千戶以上、不滿五千户）、縣王（三千户）四等。同時確定了諸王、郡公侯支子的推恩分封之制，大國次國始封王之支子為公、承封王之支子為侯、繼承封王之支子為伯，小國五千戶以上始封王之支子為子，小國不滿五千戶始封王之支子及始封公侯之支子為男，除此之外不得再封授五等爵。太康十年（289年），改王國相為內史，以數郡為國改封或新封皇子為王，其王國支郡太守亦改為內史。
晉制，郡公、郡侯之國改太守為相，其餘五等封國在郡縣行政體系之外、具有固定封疆里數，魏制縣公之國改縣令長為公國相，縣侯（列侯）之國改縣令長為侯相。二十等爵沿襲舊制，關外侯以上爵位授予高官或有功者，其餘爵位賜予下層吏民。
| 爵位           | 爵位           | 爵位           | 始設時間            | 咸熙官品 | 封地       | 食邑       | 置軍               | 授爵舉例         |
| 王（大國王）   | 王（大國王）   | 王（大國王）   | 西漢                | 第一品   | 數郡或一郡 | 二万户以上 | 三軍（五千人）     | 琅邪王司馬伷     |
| 王（次國王）   | 王（次國王）   | 王（次國王）   | 西漢                | 第一品   | 一郡       | 万户以上   | 二軍（三千人）     | 趙王司馬倫       |
| 王（小國王）   | 王（小國王）   | 王（小國王）   | 西漢                | 第一品   | 一郡       | 五千户以上 | 一軍（一千一百人） | 太原王司馬輔     |
| 王（小國王）   | 王（小國王）   | 王（小國王）   | 西漢                | 第一品   | 一郡       | 不滿五千户 | 一軍（一千一百人） | 隴西王司馬泰     |
| 五等爵         | 公（郡公）     | 公（郡公）     | 咸熙元年（264年）   | 第一品   | 一郡       | 三千户以上 | 一軍（一千一百人） | 樂陵公石苞       |
| 五等爵         | 侯（郡侯）     | 侯（郡侯）     | 泰始元年（265年）   | 第一品   | 一郡       | 三千户     | 一軍（一千一百人） | 濟北侯荀勖       |
| 王（縣王）     | 王（縣王）     | 王（縣王）     | 黃初三年（222年）   | 第一品   | 一縣       | 三千户     | 一軍（一千一百人） | 南宮王司馬承     |
| 五等爵         | 公（縣公）     | 公（縣公）     | 咸熙元年（264年）   | 第一品   | 七十五里   | 一千八百户 | 無                 | 睢陵公王祥       |
| 五等爵         | 侯（大國侯）   | 侯（大國侯）   | 咸熙元年（264年）   | 第一品   | 七十里     | 一千六百户 | 無                 | 睢陵侯王祥       |
| 五等爵         | 侯（次國侯）   | 侯（次國侯）   | 咸熙元年（264年）   | 第一品   | 六十五里   | 一千四百户 | 無                 | 济川侯裴秀       |
| 五等爵         | 伯（大國伯）   | 伯（大國伯）   | 咸熙元年（264年）   | 第一品   | 六十里     | 一千二百户 | 無                 |                  |
| 五等爵         | 伯（次國伯）   | 伯（次國伯）   | 咸熙元年（264年）   | 第一品   | 五十五里   | 一千户     | 無                 |                  |
| 五等爵         | 子（大國子）   | 子（大國子）   | 咸熙元年（264年）   | 第一品   | 五十里     | 八百户     | 無                 |                  |
| 五等爵         | 子（次國子）   | 子（次國子）   | 咸熙元年（264年）   | 第一品   | 四十五里   | 六百户     | 無                 | 即丘子王覽       |
| 五等爵         | 男（大國男）   | 男（大國男）   | 咸熙元年（264年）   | 第一品   | 四十里     | 四百户     | 無                 |                  |
| 五等爵         | 男（次國男）   | 男（次國男）   | 咸熙元年（264年）   | 第一品   | 三十五里   | 二百户     | 無                 |                  |
| 公（魏制縣公） | 公（魏制縣公） | 公（魏制縣公） | 綏和元年（前8年）   |          | 一縣       | 不定       | 無                 | 鄄城公曹志       |
| 二十等爵       | 列侯           | 侯（縣侯）     | 戰國                | 第三品   | 一縣       | 不定       | 無                 | 當陽侯杜預       |
| 二十等爵       | 列侯           | 鄉侯           | 建武元年（25年）    | 第四品   | 一鄉       | 不定       | 無                 | 平陽鄉侯賈模     |
| 二十等爵       | 列侯           | 亭侯           | 建武元年（25年）    | 第五品   | 一亭部     | 不定       | 無                 | 潁陽亭侯荀顯     |
| 二十等爵       | 關內侯         | 關內侯         | 戰國                | 第六品   | 無         | 不定       | 無                 | 關內侯王眾       |
| 二十等爵       | 名號侯         | 名號侯         | 建安二十年（215年） | 第六品   | 無         | 不定       | 無                 | 歸命侯孫皓       |
| 二十等爵       | 關中侯         | 關中侯         | 建安二十年（215年） | 第七品   | 無         | 不定       | 無                 | 關中侯庾峻       |
| 二十等爵       | 關外侯         |                | 建安二十年（215年） | 第七品   | 無         | 不定       | 無                 |                  |
| 二十等爵       | 吏民爵         | 吏民爵         | 戰國                |          | 無         | 無         | 無                 | 賜天下爵，人五級 |

### 東晉
東晋初期，對爵制進行了大幅調整。停授郡侯、舊制五等爵、魏制縣公。新制五等爵分為實封、虛封兩類，實封者加“開國”，虛封者加“五等”，公封郡、縣，侯伯子男封縣，“開國”者改封地郡太守、縣令長為相。開國郡公、縣公為第一品，開國縣侯、伯、子、男為第二品。晉元帝太興元年（318年），規定食邑九分食一。

## 南朝

### 宋齊
南朝前期的封爵制度基本承襲東晉之制。宋孝武帝孝建二年（455年），降殺蕃國禮儀，並革除郡縣内史、相及封內官長向国主稱臣之制。皇帝支子封郡王，食邑少者二千戶，多者五千戶，宋孝武帝時令襲封王之婚葬之禮不得同於始封王。皇太子冢嫡者亦封郡王，食邑二千戶；支子並封開國縣公，食邑一千五百戶。始封王支子封開國縣侯，食邑一般為千戶。
諸王除置師、友、文學三位不臣之官外，設置郎中令，中尉，大農，左、右常侍，侍郎，上、中、下軍將軍，典書、典祠、典衛、學官令，典書令丞，治書，中尉司馬，世子庶子，陵、廟、牧長，謁者，中大夫，舍人，典醫、典府丞等稱臣國官。開國公減省中尉，左、右常侍，上、中、下軍將軍，中尉司馬等國官；開國侯又減省大農、侍郎；開國伯、子、男又減省郎中令。列侯置家丞（食邑千戶以上置）、庶子等家臣。
| 爵位         | 爵位         | 爵位         | 始設時間              | 宋官品 | 朝服                                   | 印綬             | 授爵舉例               |
| 王（二十郡） | 王（二十郡） | 王（二十郡） | 建安二十一年（216年） |        | 遠遊冠服                               | 璽紱             | 齊王蕭道成             |
| 公（十郡）   | 公（十郡）   | 公（十郡）   | 建安十八年（213年）   |        | 遠遊冠服                               | 璽紱             | 齊公蕭道成             |
| 郡王         | 郡王         | 郡王         | 西漢                  |        | 五時朝服，遠遊冠，三梁進賢冠，佩山玄玉 | 金璽龜紐，纁朱綬 | 南郡王劉義宣           |
| 縣王         | 縣王         | 縣王         | 黃初三年（222年）     |        |                                        |                  | 南丰县王劉朗           |
| 開國爵       | 開國郡公     | 開國郡公     | 東晋初期              | 第一品 | 五時朝服，進賢三梁冠，佩山玄玉         | 金章，玄朱綬     | 巴东郡开国公柳元景     |
| 開國爵       | 開國縣公     | 開國縣公     | 東晋初期              | 第一品 | 五時朝服，進賢三梁冠，佩山玄玉         | 金章，玄朱綬     | 华容县开国公王弘       |
| 開國爵       | 開國縣侯     | 開國縣侯     | 東晋初期              | 第二品 |                                        |                  | 龙阳县开国侯王镇恶     |
| 開國爵       | 開國縣伯     | 開國縣伯     | 東晋初期              | 第二品 |                                        |                  | 乐安县开国伯蔡兴宗     |
| 開國爵       | 開國縣子     | 開國縣子     | 東晋初期              | 第二品 |                                        |                  | 重安县开国子王敬则     |
| 開國爵       | 開國縣男     | 開國縣男     | 東晋初期              | 第二品 |                                        |                  | 湘南县开国男吕安国     |
| 五等爵       | 五等縣侯     | 五等縣侯     | 東晋初期              |        |                                        |                  | 宁陵县五等侯王僧达     |
| 五等爵       | 五等縣伯     | 五等縣伯     | 東晋初期              |        |                                        |                  | 山阳县五等伯沈文季     |
| 五等爵       | 五等縣子     | 五等縣子     | 東晋初期              |        |                                        |                  | 南昌县五等子袁湛       |
| 五等爵       | 五等縣男     | 五等縣男     | 東晋初期              |        |                                        |                  | 新阳县五等男庾悦       |
| 二十等爵     | 列侯         | 縣侯         | 戰國                  | 第三品 | 絳朝服，進賢三梁冠                     | 金印，紫綬       | 晋寿县侯萧嶷           |
| 二十等爵     | 列侯         | 鄉侯         | 建武元年（25年）      | 第四品 | 絳朝服，進賢三梁冠                     | 金印，紫綬       | 都乡侯褚湛之           |
| 二十等爵     | 列侯         | 亭侯         | 建武元年（25年）      | 第五品 | 絳朝服，進賢三梁冠                     | 金印，紫綬       | 永安亭侯萧赤斧         |
| 二十等爵     | 關內侯       | 關內侯       | 戰國                  | 第六品 | 絳朝服，進賢二梁冠                     | 金印，紫綬       | 关内侯胡谐之           |
| 二十等爵     | 名號侯       | 名號侯       | 建安二十年（215年）   |        | 絳朝服，進賢二梁冠                     | 金印，紫綬       | 高山侯梅式生           |
| 二十等爵     | 關中侯       | 關中侯       | 建安二十年（215年）   |        | 絳朝服，進賢二梁冠                     | 金印，紫綬       | 關中侯周山图           |
| 二十等爵     | 關外侯       | 關外侯       | 建安二十年（215年）   |        | 絳朝服，進賢二梁冠                     | 銀印，青綬       |                        |
| 二十等爵     | 吏民爵       | 吏民爵       | 戰國                  | 無     | 無                                     | 無               | 大赦天下，赐力田爵一级 |

### 梁陳
南朝梁時，郡王按世次親疏分為正王、嗣王、蕃王三等，列侯之縣侯改稱湯沐食侯。皇帝支子封郡王，是為正王，食邑一般為二千戶（南朝陳小國僅千戶），正王世子襲封嗣王，嗣王、蕃王世子襲封蕃王。皇太子冢嫡者亦封郡王，支子並封開國縣公（食邑一千五百戶）。正王支子並封開國縣侯，食邑一般為五百戶。其餘宗戚有服屬者，封湯沐食侯、鄉侯、亭侯，以遠近為差次。
諸王和公侯伯子男均開國置國官，國官對國主稱臣，對皇帝則稱陪臣，正王另置師、友、文學三位不臣之官，郡縣內史、相之制沿襲前朝。正王加將軍號者均開府置佐史，其餘人督、都督諸軍事者亦開府置佐史，佐史的品秩由府主的身份來決定。列侯置家丞（食邑千戶以上置）、庶子等家臣。
南朝陳基本沿襲梁制。
| 爵位/世子 | 爵位/世子      | 爵位/世子      | 爵位/世子      | 陳官品 | 陳官秩     | 朝服                                                                                 | 祭服 | 印綬             | 授爵/拜世子舉例    |
| 爵位      | 王（二十郡）   | 王（二十郡）   | 王（二十郡）   |        |            | 遠遊冠，介幘，朱衣，絳紗袍，皁緣中衣，素帶，黑舄，佩山玄玉，垂組，大帶，虎頭鞶，腰劍 | 十二旒冕服 | 璽紱             | 陳王陳霸先         |
| 爵位      | 公（十郡）     | 公（十郡）     | 公（十郡）     |        |            | 遠遊冠，介幘，朱衣，絳紗袍，皁緣中衣，素帶，黑舄，佩山玄玉，垂組，大帶，虎頭鞶，腰劍 | 平冕九旒，青玉珠，有前無後，以綬色為組纓，旁垂黈纊。 衣裳玄上纁下，畫山、龍、華蟲、火、宗彝、藻、粉、米、黼黻九章，備五采。 大佩，赤舄，絇屨。 | 璽紱             | 陳公陳霸先         |
| 爵位      | 郡王（正王）   | 郡王（正王）   | 郡王（正王）   | 第一品 | 視万石     | 遠遊冠，介幘，朱衣，絳紗袍，皁緣中衣，素帶，黑舄，佩山玄玉，垂組，大帶，虎頭鞶，腰劍 | 平冕九旒，青玉珠，有前無後，以綬色為組纓，旁垂黈纊。 衣裳玄上纁下，畫山、龍、華蟲、火、宗彝、藻、粉、米、黼黻九章，備五采。 大佩，赤舄，絇屨。 | 金璽龜鈕，纁朱綬 | 长沙郡王蕭懿       |
| 爵位      | 郡王（二王後） | 郡王（二王後） | 郡王（二王後） | 第一品 | 視中二千石 | 遠遊冠，介幘，朱衣，絳紗袍，皁緣中衣，素帶，黑舄，佩山玄玉，垂組，大帶，虎頭鞶，腰劍 | 平冕九旒，青玉珠，有前無後，以綬色為組纓，旁垂黈纊。 衣裳玄上纁下，畫山、龍、華蟲、火、宗彝、藻、粉、米、黼黻九章，備五采。 大佩，赤舄，絇屨。 | 金璽龜鈕，纁朱綬 | 巴陵郡王萧屏       |
| 爵位      | 嗣王           | 嗣王           | 嗣王           | 第二品 | 視中二千石 | 遠遊冠，介幘，朱衣，絳紗袍，皁緣中衣，素帶，黑舄，佩山玄玉，垂組，大帶，虎頭鞶，腰劍 | 平冕九旒，青玉珠，有前無後，以綬色為組纓，旁垂黈纊。 衣裳玄上纁下，畫山、龍、華蟲、火、宗彝、藻、粉、米、黼黻九章，備五采。 大佩，赤舄，絇屨。 | 金璽龜鈕，纁朱綬 | 衡阳嗣王萧元简     |
| 爵位      | 蕃王           | 蕃王           | 蕃王           | 第二品 | 視中二千石 | 遠遊冠，介幘，朱衣，絳紗袍，皁緣中衣，素帶，黑舄，佩山玄玉，垂組，大帶，虎頭鞶，腰劍 | 平冕九旒，青玉珠，有前無後，以綬色為組纓，旁垂黈纊。 衣裳玄上纁下，畫山、龍、華蟲、火、宗彝、藻、粉、米、黼黻九章，備五采。 大佩，赤舄，絇屨。 | 金璽龜鈕，纁朱綬 | 长沙蕃王萧韶       |
| 爵位      | 開國爵         | 開國郡公       | 開國郡公       | 第二品 | 視中二千石 | 進賢三梁冠，紗朱衣，佩山玄玉，虎頭鞶，腰劍                                           | 平冕九旒，青玉珠，有前無後，以綬色為組纓，旁垂黈纊。 衣裳玄上纁下，畫山、龍、華蟲、火、宗彝、藻、粉、米、黼黻九章，備五采。 大佩，赤舄，絇屨。 | 金章龜鈕，玄朱綬 | 永宁郡开国公王僧辩 |
| 爵位      | 開國爵         | 開國縣公       | 開國縣公       | 第二品 | 視中二千石 | 進賢三梁冠，紗朱衣，佩山玄玉，虎頭鞶，腰劍                                           | 平冕九旒，青玉珠，有前無後，以綬色為組纓，旁垂黈纊。 衣裳玄上纁下，畫山、龍、華蟲、火、宗彝、藻、粉、米、黼黻九章，備五采。 大佩，赤舄，絇屨。 | 金章龜鈕，玄朱綬 | 重安县开国公程文季 |
| 爵位      | 開國爵         | 開國縣侯       | 開國縣侯       | 第三品 | 視中二千石 | 進賢三梁冠，紗朱衣，佩水蒼玉，虎頭鞶，腰劍                                           | 平冕九旒，青玉珠，有前無後，以綬色為組纓，旁垂黈纊。 衣裳玄上纁下，畫山、龍、華蟲、火、宗彝、藻、粉、米、黼黻九章，備五采。 大佩，赤舄，絇屨。 | 金章龜鈕，青朱綬 | 长宁县开国侯王僧辩 |
| 爵位      | 開國爵         | 開國縣伯       | 開國縣伯       | 第四品 | 視中二千石 | 進賢三梁冠，紗朱衣，佩水蒼玉，虎頭鞶，腰劍                                           | 平冕九旒，青玉珠，有前無後，以綬色為組纓，旁垂黈纊。 衣裳玄上纁下，畫山、龍、華蟲、火、宗彝、藻、粉、米、黼黻九章，備五采。 大佩，赤舄，絇屨。 | 金章龜鈕，青朱綬 | 临沮县开国伯江淹   |
| 爵位      | 開國爵         | 開國縣子       | 開國縣子       | 第五品 | 視二千石   | 進賢三梁冠，紗朱衣，佩水蒼玉，虎頭鞶，腰劍                                           | 平冕九旒，青玉珠，有前無後，以綬色為組纓，旁垂黈纊。 衣裳玄上纁下，畫山、龍、華蟲、火、宗彝、藻、粉、米、黼黻九章，備五采。 大佩，赤舄，絇屨。 | 金章龜鈕，青綬   | 巴山县开国子黄法氍 |
| 爵位      | 開國爵         | 開國縣男       | 開國縣男       | 第六品 | 視二千石   | 進賢三梁冠，紗朱衣，佩水蒼玉，虎頭鞶，腰劍                                           | 平冕九旒，青玉珠，有前無後，以綬色為組纓，旁垂黈纊。 衣裳玄上纁下，畫山、龍、華蟲、火、宗彝、藻、粉、米、黼黻九章，備五采。 大佩，赤舄，絇屨。 | 金章龜鈕，青綬   | 益昌縣開國男程虔   |
| 爵位      | 二十等爵       | 列侯           | 湯沐食侯       | 第七品 | 視千石     | 進賢二梁冠，虎頭鞶，腰劍                                                             | | 金印龜鈕，紫綬   |                    |
| 爵位      | 二十等爵       | 列侯           | 鄉侯           | 第八品 | 視千石     | 進賢二梁冠，虎頭鞶，腰劍                                                             | 西乡侯萧劝 | 金印龜鈕，紫綬   |                    |
| 爵位      | 二十等爵       | 列侯           | 亭侯           | 第八品 | 視千石     | 進賢二梁冠，虎頭鞶，腰劍                                                             | 武阳亭侯王通 | 金印龜鈕，紫綬   |                    |
| 爵位      | 二十等爵       | 關內侯         | 關內侯         |        |            | 進賢二梁冠，虎頭鞶，腰劍                                                             | 金印珪鈕，紫綬 |                  |                    |
| 爵位      | 二十等爵       | 名號侯         |                |        |            | 進賢二梁冠，虎頭鞶，腰劍                                                             | 金印珪鈕，紫綬 |                  |                    |
| 爵位      | 二十等爵       | 關中侯         | 關中侯         | 第九品 | 視六百石   | 進賢二梁冠，虎頭鞶，腰劍                                                             | 金印珪鈕，紫綬 | 關中侯陈庆之     |                    |
| 爵位      | 二十等爵       | 關外侯         | 關外侯         | 第九品 | 視六百石   | 進賢二梁冠，虎頭鞶，腰劍                                                             | 銀印珪鈕，青綬 | 關外侯楊忠       |                    |
| 爵位      | 二十等爵       | 吏民爵         | 吏民爵         | 無     | 無         | 無                                                                                   | 無 | 無               | 孝悌力田赐爵一级   |
| 世子      | 正王世子       | 正王世子       | 正王世子       | 第三品 | 不言秩     | 進賢二梁冠，佩山玄玉，虎頭鞶，腰劍                                                   | | 金印珪鈕，紫綬   | 安成國世子蕭機     |
| 世子      | 嗣王、蕃王世子 | 嗣王、蕃王世子 | 嗣王、蕃王世子 | 第四品 | 不言秩     | 進賢二梁冠，佩山玄玉，虎頭鞶，腰劍                                                   | 鄱陽國世子蕭嗣 | 金印珪鈕，紫綬   |                    |
| 世子      | 公世子         | 公世子         | 公世子         | 第四品 | 不言秩     | 進賢二梁冠，佩水蒼玉，虎頭鞶，腰劍                                                   | 銀印珪鈕，青綬 | 桂陽國世子侯敦   |                    |
| 世子      | 侯、伯世子     | 侯、伯世子     | 侯、伯世子     | 第五品 | 不言秩     | 進賢二梁冠，佩水蒼玉，虎頭鞶，腰劍                                                   | 銀印珪鈕，青綬 | 長城國世子陳昌   |                    |
| 世子      | 子、男世子     | 子、男世子     | 子、男世子     | 第六品 | 不言秩     | 進賢二梁冠，佩水蒼玉，虎頭鞶，腰劍                                                   | 銀印珪鈕，青綬 |                  |                    |

諸王和公侯伯子男所置國官及其官班（梁）、官品（陳）、官秩（陳）、冠服、印綬如下：
| 國官     | 正王國               | 嗣王國               | 蕃王國               | 二王後國 | 郡公國   | 縣公國   | 王子侯國 | 一般侯國 | 伯國 | 子國 | 男國 | 冠服                         | 印綬                            |
| 郎中令   | 五班，第八品，六百石 | 四班，第九品，四百石 | 三班，第九品，二百石 | 一班     | 流外七班 | 流外六班 | 流外六班 | 流外五班 | 無   | 無   | 無   | 朝服，進賢兩梁冠，虎頭鞶     | 銅印環鈕，青綬                  |
| 大農     | 四班，第八品，六百石 | 三班，第九品，四百石 | 二班，第九品，二百石 | 流外七班 | 流外六班 | 無       | 無       | 無       | 無   | 無   | 無   | 朝服，進賢兩梁冠，虎頭鞶     | 銅印環鈕，青綬                  |
| 中尉     | 三班，第八品，六百石 | 二班，第九品，四百石 | 一班，第九品，二百石 | 流外六班 | 流外五班 | 流外四班 | 無       | 無       | 無   | 無   | 無   | 朝服，武冠，虎頭鞶           | 銅印環鈕，青綬                  |
| 常侍     | 二班，第九品         | 一班，第九品         | 流外七班             | 流外五班 | 無       | 無       | 無       | 無       | 無   | 無   | 無   | 朝服，武冠，簪筆，腰劍       | 無                              |
| 侍郎     | 一班，第九品         | 流外七班             | 流外六班             | 流外四班 | 流外三班 | 流外二班 | 無       | 無       | 無   | 無   | 無   | 朝服，武冠，簪筆，腰劍       | 無                              |
| 上軍將軍 | 流外七班             | 流外六班             | 流外五班             | 無       | 無       | 無       | 無       | 無       | 無   | 無   | 無   | 朝服，武冠                   | 銅印環鈕，青綬（梁）/墨綬（陳） |
| 中軍將軍 | 流外七班             | 流外六班             | 流外五班             | 無       | 無       | 無       | 無       | 無       | 無   | 無   | 無   | 朝服，武冠                   | 銅印環鈕，青綬（梁）/墨綬（陳） |
| 下軍將軍 | 流外七班             | 流外六班             | 流外五班             | 無       | 無       | 無       | 無       | 無       | 無   | 無   | 無   | 朝服，武冠                   | 銅印環鈕，青綬（梁）/墨綬（陳） |
| 典書令   | 流外六班             | 流外五班             | 流外四班             | 流外二班 | 流外一班 | 流外     | 流外     | 流外     | 無   | 無   | 無   | 朝服，進賢一梁冠，簪筆，腰劍 | 銅印                            |
| 典書長   | 無                   | 無                   | 無                   | 無       | 無       | 無       | 無       | 無       | 流外 | 流外 | 無   | 朝服，進賢一梁冠，簪筆，腰劍 | 銅印                            |
| 典書丞   | 無                   | 無                   | 無                   | 無       | 無       | 無       | 無       | 無       | 無   | 無   | 流外 | 朝服，進賢一梁冠，簪筆，腰劍 | 銅印                            |
| 典祠令   | 流外五班             | 流外四班             | 流外三班             | 流外一班 | 流外     | 流外     | 流外     | 流外     | 流外 | 流外 | 無   | 朝服，進賢一梁冠，簪筆，腰劍 | 銅印                            |
| 典祠長   | 無                   | 無                   | 無                   | 無       | 無       | 無       | 無       | 無       | 無   | 無   | 流外 | 朝服，進賢一梁冠，簪筆，腰劍 | 銅印                            |
| 學官令   | 流外五班             | 流外四班             | 流外三班             | 流外一班 | 無       | 無       | 無       | 無       | 無   | 無   | 無   | 朝服，進賢一梁冠，簪筆，腰劍 | 銅印                            |
| 典衛令   | 流外五班             | 流外四班             | 流外三班             | 流外一班 | 無       | 無       | 無       | 無       | 無   | 無   | 無   | 朝服，武冠                   | 銅印                            |
| 典衛長   | 無                   | 無                   | 無                   | 無       | 流外     | 流外     | 流外     | 流外     | 無   | 無   | 無   | 朝服，武冠                   | 銅印                            |
| 典衛丞   | 無                   | 無                   | 無                   | 無       | 無       | 無       | 無       | 無       | 流外 | 流外 | 無   | 朝服，武冠                   | 銅印                            |
| 中尉司馬 | 流外                 | 流外                 | 流外                 | 流外     | 無       | 無       | 無       | 無       | 無   | 無   | 無   | 朝服，武冠                   | 銅印                            |
| 食官長   | 流外                 | 流外                 | 流外                 | 流外     | 無       | 無       | 無       | 無       | 無   | 無   | 無   | 朱服，進賢一梁冠             | 銅印                            |
| 陵長     | 流外                 | 流外                 | 流外                 | 流外     | 無       | 無       | 無       | 無       | 無   | 無   | 無   | 朱服，進賢一梁冠             | 銅印                            |
| 廟長     | 流外                 | 流外                 | 流外                 | 流外     | 無       | 無       | 無       | 無       | 無   | 無   | 無   | 朱服，進賢一梁冠             | 銅印                            |
| 典醫丞   | 流外                 | 流外                 | 流外                 | 流外     | 無       | 無       | 無       | 無       | 無   | 無   | 無   | 朱服，進賢一梁冠             | 銅印                            |
| 典府丞   | 流外                 | 流外                 | 流外                 | 流外     | 無       | 無       | 無       | 無       | 無   | 無   | 無   | 朱服，進賢一梁冠             | 銅印                            |
| 謁者     | 流外                 | 流外                 | 流外                 | 流外     | 無       | 無       | 無       | 無       | 無   | 無   | 無   | 朱服，進賢一梁冠             | 無                              |
| 舍人     | 流外                 | 流外                 | 流外                 | 流外     | 無       | 無       | 無       | 無       | 無   | 無   | 無   | 朱服，進賢一梁冠             | 無                              |
| 中大夫   | 流外                 | 流外                 | 流外                 | 流外     | 無       | 無       | 無       | 無       | 無   | 無   | 無   | 朱服，進賢一梁冠             | 無                              |
| 世子庶子 | 流外                 | 流外                 | 流外                 | 流外     | 無       | 無       | 無       | 無       | 無   | 無   | 無   | 朱服，進賢一梁冠             | 無                              |

## 北朝

### 北魏
道武帝登国元年（386年）始賜五等爵，皇始元年（396年）增設王爵，天赐元年（404年）废伯、男二爵，王封大郡，公封小郡，侯封大縣，子封小縣。王第一品，公第二品，侯第三品，子第四品。除皇子外，功臣也得封王。爵位均為虛封，分為正爵、假爵兩類，正爵可世襲，假爵不可世襲。后复伯、男二爵。
孝文帝太和十六年（492年），推行爵制改革，廢除假爵，將爵位分為實封、虛封兩類。王爵和開國爵為實封，享有食邑，開國置官屬，郡為王國者改太守為內史，郡、縣為五等封國者改郡太守、縣令為相。郡王按世次親疏分為親王、始蕃王、二蕃王、三蕃王四等。散爵為虛封，無食邑和官屬。非太祖子孫及異姓為王者皆降為公，公降為侯，侯降為伯，子男仍舊。太和十八年（494年），制定租税分食制，王食半，公三分食一，侯、伯四分食一，子、男五分食一。太和二十三年（499年）制定的《後職員令》中又規定了爵位的官品。
| 爵位             | 官品         | 食邑               | 授爵舉例                                             |
| 郡王（親王）     | 第一品       | 二千户             | 彭城郡王元勰                                         |
| 郡王（始蕃王）   | 第一品       | 一千户             | 城阳郡王元鸾                                         |
| 郡王（二蕃王）   | 第一品       | 五百户             | 阳平郡王元冏                                         |
| 郡王（三蕃王）   | 第一品       | 三百户             | 阳平郡王元宗胤                                       |
| 開國郡公         | 第一品       | 一百戶至七千户     | 山阳郡开国公尉元                                     |
| 開國縣公         | 从第一品     | 五百户至二千户     | 真定县开国公贺拔胜                                   |
| 散郡公           | 从第一品     | 無                 | 赵郡公李育                                           |
| 散縣公           | 从第一品     | 無                 | 臨涇公胡寧                                           |
| 開國郡侯（後廢） |              | 三百户至八百户     | 荥阳郡开国侯李冲                                     |
| 開國縣侯         | 第二品       | 四百户至一千二百户 | 武阳县开国侯侯刚                                     |
| 散郡侯           | 从第二品     | 無                 | 酒泉侯唐钦                                           |
| 散縣侯           | 从第二品     | 無                 | 凉城侯崔元珍                                         |
| 開國縣伯         | 第三品       | 三百户至一千户     | 城平县开国伯裴炯                                     |
| 散郡伯           | 从第三品     | 無                 | 滎陽伯鄭懿                                           |
| 散縣伯           | 从第三品     | 無                 | 长子伯李业兴                                         |
| 開國縣子         | 第四品下階   | 二百户至五百户     | 历城县開國子韩麒麟                                   |
| 散縣子           | 从第四品下階 | 無                 | 高陽子常景                                           |
| 開國縣男         | 第五品下階   | 二百戶             | 当利县开国男崔延伯                                   |
| 名號侯           | 从第五品下階 | 一百戶             | 崇圣侯孔灵珍                                         |
| 散縣男           | 从第五品下階 | 無                 | 弘农男杨仲宣                                         |
| 鄉男             |              | 一百戶             | 平乡男杨绍                                           |
| 吏民爵           |              | 無                 | 赐民为人后者爵一级，为公士；曾为吏属者爵二级，为上造 |

諸王和開國公侯伯子男所置國官及其官品如下：
| 國官     | 親王國       | 蕃王國、公國 | 侯國、伯國   | 子國、男國   |
| 郎中令   | 第六品上階   | 第七品上階   | 第八品上階   | 第九品上階   |
| 大農     | 從第六品上階 | 從第七品上階 | 從第八品下階 | 從第九品下階 |
| 中尉     | 第七品上階   | 第八品下階   | 第九品下階   | 流外         |
| 常侍     | 從第七品下階 | 從第八品下階 | 無           | 無           |
| 侍郎     | 第八品下階   | 第九品下階   | 無           | 無           |
| 上軍將軍 | 從第八品下階 | 從第九品上階 | 無           | 無           |
| 中軍將軍 | 從第八品下階 | 從第九品上階 | 無           | 無           |
| 下軍將軍 | 從第八品下階 | 從第九品上階 | 無           | 無           |
| 中大夫   | 從第八品下階 | 從第九品上階 | 無           | 無           |
| 典書令   | 第九品上階   | 流外         | 流外         | 流外         |
| 典祠令   | 從第九品上階 | 流外         | 流外         | 流外         |
| 學官令   | 從第九品上階 | 流外         | 流外         | 流外         |
| 典衛令   | 從第九品上階 | 流外         | 流外         | 流外         |
| 陵長     | 無           | 流外         | 流外         | 流外         |
| 廟長     | 無           | 流外         | 流外         | 流外         |
| 食官長   | 流外         | 流外         | 流外         | 流外         |
| 廄牧長   | 流外         | 流外         | 流外         | 流外         |
| 典府丞   | 流外         | 流外         | 流外         | 流外         |
| 執書     | 流外         | 流外         | 流外         | 流外         |
| 謁者     | 流外         | 流外         | 流外         | 流外         |
| 舍人     | 流外         | 流外         | 流外         | 流外         |

### 北齐
北齊爵制基本沿襲北魏、東魏之制，王爵分親王、嗣王、庶姓王三等，五等爵分開國爵、散爵兩類。王爵與開國爵為實封，所置國官沿襲北魏之制，但廢除了郡縣內史、相之制。食邑分食比例為諸王三分食一，開國公侯伯子男四分食一。文宣帝即位後，改用食幹給予諸侯租稅，食幹制逐漸取代了食邑制，但食幹不能傳及子孫。
| 爵位           | 官品         | 印綬         |
| 郡王（親王）   | 第一品       | 金章，纁朱綬 |
| 郡王（嗣王）   | 第一品       | 銀章，纁朱綬 |
| 郡王（庶姓王） | 第一品       | 銀章，纁朱綬 |
| 開國郡公       | 從第一品     | 金章，玄朱綬 |
| 散郡公         | 第二品       | 金章，玄朱綬 |
| 開國縣公       | 第二品       | 金章，玄朱綬 |
| 散縣公         | 從第二品     | 金章，玄朱綬 |
| 開國縣侯       | 從第二品     | 金章，青朱綬 |
| 散縣侯         | 第三品       | 銀章，青朱綬 |
| 開國縣伯       | 第三品       | 銀章，青朱綬 |
| 散縣伯         | 從第三品     | 銀章，青朱綬 |
| 開國縣子       | 第四品       | 銀章，素朱綬 |
| 散縣子         | 從第四品下階 | 銀章，素朱綬 |
| 開國縣男       | 第五品下階   | 銀章，素朱綬 |
| 名號侯         | 從第五品下階 | 銀章，素朱綬 |
| 開國鄉男       | 從第五品下階 | 銀章，素朱綬 |
| 散縣男         | 從第五品下階 | 銀章，素朱綬 |
| 吏民爵         |              |              |

### 北周
孝閔帝元年（557年）据《周礼》進行改制，在開國郡公之上增設國公一爵，採用周代國名和漢代州名封高官、宗室為國公。武帝建德三年（574年），在郡王之上增設國王一爵，進封宗室諸公為王。北周廢除了散爵，郡公至县男皆加“開國”，但開國爵卻走向虛散化，國官大量減省，食邑虛指，只有寄食別地者才享有實封收入。郡縣內史、相之制也不復存在。
| 爵位       | 命數 | 冠服                                                 | 授爵舉例             |
| 王（國王） |      |                                                      | 谯王宇文俭           |
| 郡王       |      |                                                      | 河间郡王宇文质       |
| 縣王       |      |                                                      | 永康县王宇文贯       |
| 國公       | 九命 | 方冕、袞冕、山冕、鷩冕、火冕、毳冕、韋弁、皮弁、玄冠 | 唐国公李昞           |
| 開國郡公   | 九命 | 方冕、袞冕、山冕、鷩冕、火冕、毳冕、韋弁、皮弁、玄冠 | 晋原郡开国公独孤浑贞 |
| 開國縣公   | 九命 | 方冕、袞冕、山冕、鷩冕、火冕、毳冕、韋弁、皮弁、玄冠 | 云宁县开国公拓跋虎   |
| 開國縣侯   | 八命 | 方冕、山冕、鷩冕、火冕、毳冕、韋弁、皮弁、玄冠       | 永安县开国侯韦无漏   |
| 開國縣伯   | 七命 | 方冕、鷩冕、火冕、毳冕、韋弁、皮弁、玄冠             | 安邑县开国伯韦霁     |
| 開國縣子   | 六命 | 方冕、火冕、毳冕、韋弁、皮弁、玄冠                   | 建安县开国子韦瓘     |
| 開國縣男   | 五命 | 方冕、毳冕、韋弁、皮弁、玄冠                         | 阴槃县开国男韦彪     |
| 鄉男       | 五命 | 方冕、毳冕、韋弁、皮弁、玄冠                         | 安定乡男来和         |

## 隋朝
隋文帝基本沿袭北周之制，置九等爵。
| 爵位       | 官品       | 授爵舉例             |
| 王（親王） | 正一品     | 晋王杨广             |
| 王（嗣王） | 正一品     | 滕王杨诜             |
| 郡王       | 從一品     | 长宁郡王杨俨         |
| 國公       | 從一品     | 唐国公李渊           |
| 開國郡公   | 從一品     | 河东郡开国公李椿     |
| 開國縣公   | 從一品     | 安平县开国公李敬族   |
| 開國縣侯   | 正二品     | 岢岚县开国侯姬威     |
| 開國縣伯   | 正三品     | 南皮县开国伯韦瓒     |
| 開國縣子   | 正四品     | 文安县开国子张奫     |
| 開國縣男   | 正五品上階 | 伯阳县开国男崔大善   |
| 吏民爵     |            | 赐民子孙承後者爵一级 |

諸侯加不同散實官者，所置國官及其人數不同，如下：
| 國官 | 王 二王後 | 郡王 公a | 侯a 伯a | 子a 男a 公b | 侯b 伯b | 子b 男b 公c 國公e | 侯c 伯c | 子c 男c 郡縣公d | 侯d 伯d 郡公f | 子d 男d 縣公f |    |
| a：加上柱國或柱國；b：加上大將軍或大將軍；c：加上開府儀同三司或開府儀同三司； d：加上儀同三司或儀同三司；e：無開府儀同三司以上官；f：無儀同三司以上官。 |           |          |         |             |         |                   |         |                 |               |               |    |
| 令 | 1人       | 1人      | 1人     | 1人         | 1人     | 無                | 無      | 無              | 無            | 無            |    |
| 大農 | 1人       | 1人      | 1人     | 1人         | 1人     | 1人               | 1人     | 1人             | 1人           | 1人           |    |
| 尉 | 2人       | 2人      | 2人     | 1人         | 1人     | 1人               | 1人     | 1人             | 無            | 無            |    |
| 典衛 | 8人       | 6人      | 4人     | 3人         | 2人     | 無                | 無      | 無              | 無            | 無            |    |
| 常侍 | 2人       | 2人      | 2人     | 1人         | 1人     | 1人               | 無      | 無              | 無            | 無            |    |
| 侍郎 | 4人       | 2人      | 2人     | 2人         | 1人     | 1人               | 1人     | 無              | 無            | 無            |    |
| 廟長 | 1人       | 1人      | 1人     | 1人         | 1人     | 1人               | 1人     | 1人             | 1人           | 1人           |    |
| 學官長 | 1人       | 1人      | 1人     | 1人         | 1人     | 1人               | 1人     | 1人             | 無            | 無            |    |
| 食官長 | 2人       | 2人      | 1人     | 1人         | 1人     | 1人               | 1人     | 1人             | 1人           | 無            | 無 |
| 食官丞 | 2人       | 2人      | 2人     | 2人         | 2人     | 2人               | 無      | 無              | 無            | 無            |    |
| 廄牧長 | 2人       | 2人      | 1人     | 1人         | 1人     | 1人               | 1人     | 1人             | 1人           | 無            | 無 |
| 廄牧丞 | 2人       | 2人      | 2人     | 2人         | 1人     | 1人               | 無      | 無              | 無            | 無            |    |
| 典府長 | 1人       | 1人      | 1人     | 1人         | 1人     | 1人               | 1人     | 1人             | 1人           | 1人           |    |
| 典府丞 | 1人       | 1人      | 1人     | 1人         | 1人     | 1人               | 1人     | 1人             | 1人           | 1人           |    |
| 舍人 | 4人       | 4人      | 4人     | 3人         | 3人     | 2人               | 2人     | 2人             | 2人           | 2人           |    |

隋炀帝大业三年（607年），推行官制改革，廢除舊爵，新置王、公、侯三等爵，不再加“國”或“開國”。國令改為家令，其餘國官均廢除。

## 唐朝
唐初，廢除了隋煬帝時的爵制，恢復了隋文帝時的九等爵制，王封國、郡，公封國、郡、縣，侯、伯、子、男封縣，封郡、縣者皆加“開國”，名山大川及畿內縣不封。皇兄弟、皇子封親王，皇太子諸子封郡王，親王諸子封開國郡公（承恩澤者封郡王、國公）。由低級爵位進封至開國郡公以上者，舊爵回授子孫。承袭亲王者封嗣王，承袭郡王、特封王者封國公，嗣王與公侯伯子男均原級世襲，襲爵順位依次為嫡子、嫡孫、嫡子同母弟、庶子、嫡孫同母弟、庶孫（曾、玄以下同此，無子者可養同宗合於昭穆者為嗣子）。
唐朝封爵的食邑制度因襲北周、隋朝之制，本身为虚封，唯加食实封者可以收取封戶的租賦（唐玄宗時改为领取俸禄）。除了食邑，另有永业田。
| 爵位       | 官品       | 食邑       | 永业田   | 授爵舉例               | 備註                 |
| 王（亲王） | 正一品     | 一万户     | 百顷     | 秦王李世民             |                      |
| 嗣王       | 從一品     | 五千户     |          | 嗣曹王李皋             | 專用於封授承襲親王者 |
| 郡王       | 從一品     | 五千户     | 五十顷   | 汾阳郡王郭子仪         |                      |
| 國公       | 從一品     | 三千戶     | 四十顷   | 梁国公房玄齡           |                      |
| 開國郡公   | 正二品     | 二千户     | 三十五顷 | 魏郡開國公李琯         |                      |
| 開國縣公   | 從二品     | 一千五百户 | 二十五顷 | 雁門縣開國公薛莫       |                      |
| 開國縣侯   | 從三品     | 一千户     | 十四顷   | 襄武县开国侯权德舆     |                      |
| 開國縣伯   | 正四品上階 | 七百户     | 十顷     | 赞皇县开国伯李德裕     |                      |
| 開國縣子   | 正五品上階 | 五百户     | 八顷     | 博陵县开国子崔铉       |                      |
| 開國縣男   | 從五品上階 | 三百户     | 五顷     | 彭阳县开国男令狐綯     |                      |
| 古爵       |            |            |          | 百姓为户者，赐古爵一级 | 專用於賜予百姓       |

安史之亂後，封爵進一步虛散化，出現了無法襲爵、降級襲爵、襲爵等待期增長的現象，開啟了宋朝爵位不能世襲的先聲。與此同時，出現了開國郡侯、開國郡伯、開國郡子、開國郡男等新爵位，並為五代、遼、金所沿襲。唐朝晚期，郡王之上增設以郡名命名卻無“郡”字的王爵。
五代時期，王、公國名出現等級之分，親王之上增設國王（分為一國、二國）。

## 宋朝
五代後期到宋初，對晚唐以來混亂的爵制進行了調整，王、公封國或郡，侯封郡，伯、子、男封縣，封郡、縣者皆加“開國”。常設爵位皆有食邑，但為虛封。文武官員的官職達到一定級別後，無論是否有功皆可獲得封爵，升遷或遇慶典時可加食邑，食邑達到上一級爵位的最低食邑數後即進爵。現任、前任宰相食邑和食實封通及萬戶者，封國公。自開國郡侯以上可以獲得食實封，每月每户折钱二十五文，随官俸发给。宋理宗時，食實封不再給錢，也成為虛封。
除了常設爵位，另有不加“開國”一詞的特設爵位郡公、侯、縣公、公。宗室死後，追贈節度使者追封國公，追贈節度觀察留後（承宣使）者追封郡公，追贈觀察使或防御使者追封侯。
宋朝的爵位一般为终身爵，为象征性尊荣，不可傳于子孫。僅有安定郡王、四嗣王、文宣公（衍聖公）、崇義公等七個爵位可以傳襲，其中安定郡王與四嗣王採用兄終弟及制。
| 爵位     | 爵位       | 官品   | 食邑                 | 授爵舉例         | 備註                           |
| 常設爵位 | 王（亲王） | 正一品 |                      | 景王赵宗汉       |                                |
| 常設爵位 | 嗣王       | 從一品 |                      | 嗣榮王趙與芮     | 專用於封授入繼皇帝生父的奉祀者 |
| 常設爵位 | 郡王       | 從一品 |                      | 广陵郡王赵宗谊   |                                |
| 常設爵位 | 國公       | 從一品 | 萬戶以上（宰相不限） | 兗國公歐陽修     |                                |
| 常設爵位 | 開國郡公   | 正二品 | 二千户以上           | 京兆郡開國公杜衍 |                                |
| 常設爵位 | 開國郡侯   | 正三品 | 一千户以上           | 武功郡開國侯蘇頌 |                                |
| 常設爵位 | 開國縣伯   | 正四品 | 七百户以上           | 廣平縣開國伯宋偓 |                                |
| 常設爵位 | 開國縣子   | 正五品 | 五百户以上           | 宣城縣開國子劉敞 |                                |
| 常設爵位 | 開國縣男   | 從五品 | 三百户以上           | 吴縣開國男范成大 |                                |
| 特設爵位 | 郡公       |        |                      | 博陵郡公趙仲伋   | 專用於追封宗室                 |
| 特設爵位 | 侯（郡名） |        |                      | 新興侯趙從郁     | 專用於追封宗室                 |
| 特設爵位 | 縣公       |        |                      | 涪陵縣公趙廷美   | 專用於封授被貶宗室諸王         |
| 特設爵位 | 公         |        |                      | 崇義公柴詠       | 專用於封授孔子後、周室後       |
| 特設爵位 | 侯（名號） |        |                      | 宥罪侯趙保忠     |                                |
| 民爵     | 公士       |        |                      | 赐诸州高年爵公士 | 賜予百姓年長者                 |

王、公國名分為大國、次國、小國三等，每等內部亦有高低順序。景祐三年（1036年）章得象曾制定封爵所用的郡國名，南宋後期新修訂的郡國名如下：
| 類別 | 來源     | 來源         | 國名、郡名 | 國名、郡名 | 國名、郡名 | 國名、郡名 | 國名、郡名 | 國名、郡名 | 國名、郡名 | 國名、郡名 | 國名、郡名 | 國名、郡名 | 國名、郡名 | 國名、郡名 | 國名、郡名 | 國名、郡名 | 國名、郡名 | 國名、郡名 | 國名、郡名 | 國名、郡名 | 國名、郡名 | 國名、郡名 | 國名、郡名 | 國名、郡名 | 國名、郡名 | 國名、郡名 | 國名、郡名 | 國名、郡名 | 國名、郡名 | 國名、郡名 | 國名、郡名 | 國名、郡名 |
| 大國 | 旧為大國 | 旧為大國     | 秦         | 齐         | 魏         | 燕         | 楚         | 鲁         |            |            |            |            |            |            |            |            |            |            |            |            |            |            |            |            |            |            |            |            |            |            |            |            |
| 大國 | 旧為次國 | 旧為次國     | 陈         | 吳         | 越         |            |            |            |            |            |            |            |            |            |            |            |            |            |            |            |            |            |            |            |            |            |            |            |            |            |            |            |
| 大國 | 旧為大國 | 旧為大國     | 夏         | 商         | 周         | 汉         | 唐         | 徐         | 冀         | 雍         | 扬         | 益         | 镇         | 邓         | 邠         | 兖         | 荆         | 郓         | 凉         | 潭         | 豫         |            |            |            |            |            |            |            |            |            |            |            |
| 次國 | 旧為次國 | 旧為次國     | 卫         | 郑         | 蔡         | 曹         | 许         | 代         | 瀛         | 岐         | 随         | 邢         |            |            |            |            |            |            |            |            |            |            |            |            |            |            |            |            |            |            |            |            |
| 次國 | 旧為小國 | 旧為小國     | 泾         | 广         | 福         | 华         | 宿         | 密         | 潞         | 苏         | 相         | 婺         |            |            |            |            |            |            |            |            |            |            |            |            |            |            |            |            |            |            |            |            |
| 小國 | 旧為小國 | 旧為小國     | 江         | 滕         | 向         | 黄         | 纪         | 谯         | 原         | 祁         | 郐         | 耿         | 舒         | 介         | 道         | 酆         | 蒋         | 萧         | 郕         | 谭         | 霍         | 防         | 莱         | 郇         | 鄅         | 郯         | 芮         | 薛         | 郧         | 莒         | 鄣         | 罗         |
| 小國 | 旧為小國 | 旧為小國     | 郜         | 鄎         | 戴         | 桐         | 遂         | 管         | 沈         | 虞         | 应         | 息         | 任         | 崇         | 荥         | 扈         | 濮         | 巢         | 观         |            |            |            |            |            |            |            |            |            |            |            |            |            |
| 小國 | 旧為次國 | 旧為次國     | 安         | 申         | 虢         |            |            |            |            |            |            |            |            |            |            |            |            |            |            |            |            |            |            |            |            |            |            |            |            |            |            |            |
| 小國 | 旧為小國 | 春秋国名     | 邾         | 杞         | 贾         | 鄫         | 防         | 巴         | 夷         | 谷         | 顿         | 麇         | 黎         | 葛         | 蓼         | 项         | 聃         | 茅         | 胙         | 庸         | 毕         | 滑         | 鄀         | 牟         | 权         | 甘         | 祭         | 尹         | 温         | 毛         | 樊         | 成         |
| 小國 | 旧為小國 | 春秋国名     | 单         | 刘         | 巩         | 邵         | 鄘         | 韦         | 鬲         | 甯         | 杜         | 吕         | 皖         |            |            |            |            |            |            |            |            |            |            |            |            |            |            |            |            |            |            |            |
| 小國 | 旧為小國 | 秦汉以来公侯 | 留         | 邰         | 鄠         | 郿         | 焦         | 宛         | 酂         | 穰         | 叶         | 郢         | 鄢         | 缗         | 剧         | 费         | 缯         | 郚         | 陇         | 范         | 程         | 鄱         | 鄃         | 潘         | 涪         | 辽         | 嬴         | 绛         | 汲         | 梧         | 轵         | 营         |
| 小國 | 旧為小國 | 秦汉以来公侯 | 翕         | 秺         | 蔺         | 易         | 鄗         | 洮         | 昌         | 翟         | 陆         | 淄         | 卞         | 纶         |            |            |            |            |            |            |            |            |            |            |            |            |            |            |            |            |            |            |
| 小國 | 旧為小國 | 周唐以来封公 | 卢         | 翼         | 邹         | 房         | 襃         | 沛         | 邳         | 彭         | 窦         | 鄂         | 邺         | 蓟         | 汧         | 沔         | 沂         | 肃         | 岷         | 郳         | 鄯         | 莘         | 顺         | 渝         | 郫         | 蒲         | 酅         | 丰         |            |            |            |            |
| 小國 | 旧為小國 | 唐及五代封王 | 棣         | 仪         | 懐         | 永         | 盛         | 济         | 信         | 义         | 睦         | 丹         | 恩         | 简         | 忻         | 韶         | 循         | 愿         | 雅         | 通         | 防         | 资         | 昭         | 钦         | 珍         | 溆         | 集         | 和         | 衡         | 防         | 抚         | 岳         |
| 小國 | 旧為小國 | 唐及五代封王 | 袁         | 桂         | 蕲         | 澧         | 深         | 洋         | 鄜         | 琼         | 茂         | 衢         | 澶         | 徳         | 吉         | 景         | 郴         | 博         | 贺         | 惠         |            |            |            |            |            |            |            |            |            |            |            |            |
| 小國 | 旧為小國 |              | 润         | 秀         | 邘         | 郃         | 潜         | 庐         | 泽         |            |            |            |            |            |            |            |            |            |            |            |            |            |            |            |            |            |            |            |            |            |            |            |
| 郡   |          |              | 河南       | 河南       | 河内       | 河内       | 河池       | 河池       | 西河       | 西河       | 清河       | 清河       | 睢阳       | 睢阳       | 济阳       | 济阳       | 饶阳       | 饶阳       | 汧阳       | 汧阳       | 歴阳       | 歴阳       | 濮阳       | 濮阳       | 滏阳       | 滏阳       | 山阳       | 山阳       | 池阳       | 池阳       | 鄱阳       | 鄱阳       |
| 郡   | 桂阳     | 桂阳         | 衡阳       | 衡阳       | 澧阳       | 澧阳       | 潭阳       | 潭阳       | 蒙阳       | 蒙阳       | 徳阳       | 徳阳       | 永阳       | 永阳       | 资阳       | 资阳       | 潮阳       | 潮阳       | 真阳       | 真阳       | 邵阳       | 邵阳       | 阳安       | 阳安       | 东牟       | 东牟       | 东莱       | 东莱       | 东海       | 东海       |            |            |
| 郡   | 巴东     | 巴东         | 南充       | 南充       | 南溪       | 南溪       | 南宾       | 南宾       | 南浦       | 南浦       | 陇西       | 陇西       | 巴西       | 巴西       | 平原       | 平原       | 平凉       | 平凉       | 平乐       | 平乐       | 髙平       | 髙平       | 恩平       | 恩平       | 广平       | 广平       | 博平       | 博平       | 乐平       | 乐平       |            |            |
| 郡   | 西平     | 西平         | 江华       | 江华       | 江油       | 江油       | 清江       | 清江       | 浔江       | 浔江       | 海丰       | 海丰       | 海康       | 海康       | 海陵       | 海陵       | 临海       | 临海       | 淮安       | 淮安       | 临淮       | 临淮       | 安化       | 安化       | 安乡       | 安乡       | 安岳       | 安岳       | 安城       | 安城       |            |            |
| 郡   | 齐安     | 齐安         | 新安       | 新安       | 信安       | 信安       | 咸安       | 咸安       | 乐安       | 乐安       | 文安       | 文安       | 宁浦       | 宁浦       | 宁越       | 宁越       | 咸宁       | 咸宁       | 大宁       | 大宁       | 防宁       | 防宁       | 巴川       | 巴川       | 通川       | 通川       | 维川       | 维川       | 淄川       | 淄川       |            |            |
| 郡   | 临川     | 临川         | 庐陵       | 庐陵       | 零陵       | 零陵       | 景陵       | 景陵       | 毗陵       | 毗陵       | 夷陵       | 夷陵       | 涪陵       | 涪陵       | 陵水       | 陵水       | 昌元       | 昌元       | 昌化       | 昌化       | 盛山       | 盛山       | 连山       | 连山       | 卢山       | 卢山       | 隣山       | 隣山       | 同谷       | 同谷       |            |            |
| 郡   | 富水     | 富水         | 上洛       | 上洛       | 上饶       | 上饶       | 临汀       | 临汀       | 临贺       | 临贺       | 临封       | 临封       | 临邛       | 临邛       | 和义       | 和义       | 通义       | 通义       | 感义       | 感义       | 和政       | 和政       | 顺政       | 顺政       | 新兴       | 新兴       | 始兴       | 始兴       | 漳浦       | 漳浦       |            |            |
| 郡   | 剑浦     | 剑浦         | 合浦       | 合浦       | 卢溪       | 卢溪       | 彭原       | 彭原       | 汉源       | 汉源       | 乐源       | 乐源       | 通化       | 通化       | 清化       | 清化       | 龙城       | 龙城       | 金城       | 金城       | 永嘉       | 永嘉       | 蕲春       | 蕲春       | 宜春       | 宜春       | 魏         | 魏         | 汲         | 汲         |            |            |
| 郡   | 虢       | 虢           | 绛         | 绛         | 雁門       | 雁門       | 蒲陰       | 蒲陰       | 钟离       | 钟离       | 定襄       | 定襄       | 武都       | 武都       | 缙云       | 缙云       | 苍梧       | 苍梧       | 怀泽       | 怀泽       | 高凉       | 高凉       | 郁林       | 郁林       | 楼烦       | 楼烦       | 仁壽       | 仁壽       |            |            |            |            |

## 遼朝
遼朝的封爵制度基本沿襲晚唐五代之制，分國王（二國）、國王（一國）、王、郡王、国公、開國郡公、開國縣公、開國侯（開國郡侯、開國縣侯）、開國伯（開國郡伯、開國縣伯）、開國子（開國郡子、開國縣子）、開國男（開國郡男、開國縣男）十一等十五種。王、公國名分為大國、次國、小國三等，每等內部亦有高低順序。封爵皆有食邑，只有加實封者才享有賦稅收入。
| 爵位         | 食邑       | 封授舉例             |
| 國王（二國） |            | 秦晉國王耶律隆慶     |
| 國王（一國） | 一萬戶以上 | 齊國王蕭孝穆         |
| 王           | 五千戶以上 | 晉王蕭孝先           |
| 郡王         | 三千戶以上 | 漆水郡王耶律海里     |
| 國公         | 三千戶以上 | 豳国公耶律合里只     |
| 開國郡公     | 一千户以上 | 漆水郡开国公耶律琮   |
| 開國縣公     | 一千户以上 | 清河县开国公张绩     |
| 開國郡侯     | 一千户以上 | 天水郡开国侯趙孝嚴   |
| 開國縣侯     | 一千户以上 | 太原县开国侯王鼎     |
| 開國郡伯     | 七百户     | 巨鹿郡开国伯耿延毅   |
| 開國縣伯     | 七百户     | 隴西縣開國伯李知順   |
| 開國郡子     | 五百户     | 漆水郡开国子耶律兴公 |
| 開國縣子     | 五百户     | 京兆县开国子杜公謂   |
| 開國郡男     | 三百户     | 范阳郡开国男王鸣凤   |
| 開國縣男     | 三百户     | 陇西县开国男李君裕   |

## 金朝
金朝的封爵制度基本沿襲遼制，追贈的爵位不加“開國”，海陵王正隆二年（1157年）廢除國王。
| 爵位         | 官品     | 食邑                         | 封授舉例             |
| 國王（二國） |          |                              | 梁宋国王完颜宗干     |
| 國王（一國） |          |                              | 越国王萧仲恭         |
| 王           |          | 萬户以上（實封一千戶以上）   | 楚王完颜允恭         |
| 郡王         | 正从一品 | 五千户以上（實封五百戶以上） | 金源郡王完颜习不失   |
| 國公         | 正从一品 | 三千户以上（實封三百戶以上） | 郜国公蔡松年         |
| 開國郡公     | 正从二品 | 二千户以上（實封二百戶以上） | 金源郡开国公夹谷撒合 |
| 開國縣公     | 正从二品 | 一千户（實封一百戶）         | 彭城县开国公刘恩     |
| 開國郡侯     | 正从三品 | 一千户（實封一百戶）         | 武威郡开国侯段铎     |
| 開國縣侯     | 正从三品 | 一千户（實封一百戶）         | 南阳县开国侯韩昉     |
| 開國郡伯     | 正从四品 | 七百户                       | 漆水郡开国伯耶律重哥 |
| 開國縣伯     | 正从四品 | 七百户                       | 清河县开国伯张愿恭   |
| 開國郡子     | 正五品   | 五百户                       | 广平郡开国子徒单子澄 |
| 開國縣子     | 正五品   | 五百户                       | 太原县开国子王瑀     |
| 開國郡男     | 从五品   | 三百户                       | 清河郡开国男张茂     |
| 開國縣男     | 从五品   | 三百户                       | 汾阳县开国男郭长倩   |

金朝王、公國名基本沿襲遼制，仍然分為大國、次國、小國三等，每等內部亦有高低順序。
| 類別 | 制定時間           | 國名 | 國名 | 國名 | 國名 | 國名 | 國名 | 國名 | 國名 | 國名 | 國名 | 國名 | 國名 | 國名 | 國名 | 國名 | 國名 | 國名 | 國名 | 國名 | 國名 | 國名 | 國名 | 國名 | 國名 | 國名 | 國名 | 國名 | 國名 | 國名 | 國名 | 國名 | 國名 |
| 大國 | 天眷元年（1138年） | 辽   | 燕   | 梁   | 宋   | 秦   | 晉   | 漢   | 齊   | 魏   | 趙   | 越   | 許   | 楚   | 魯   | 冀   | 豫   | 雍   | 兗   |      |      | 陳   | 曹   |      |      |      |      |      |      |      |      |      |      |
| 大國 | 大定七年（1167年） | 辽   |      | 梁   | 宋   | 秦   | 晉   | 漢   | 齊   |      | 趙   | 越   | 殷   | 楚   | 魯   | 冀   | 豫   | 唐   | 兗   | 吴   | 蜀   | 陳   | 曹   |      |      |      |      |      |      |      |      |      |      |
| 大國 | 明昌二年（1191年） | 恒   |      | 邵   | 汴   | 镐   | 并   | 益   | 彭   |      | 趙   | 越   | 谯   | 郢   | 魯   | 冀   | 豫   | 绛   | 兗   | 鄂   | 夔   | 宛   | 曹   |      |      |      |      |      |      |      |      |      |      |
| 次國 | 天眷元年（1138年） | 蜀   | 隋   | 鄭   | 衛   | 吳   | 韓   | 潞   | 豳   | 沈   | 岐   | 代   | 虞   | 徐   | 滕   | 薛   | 纪   | 原   | 邢   | 翼   | 丰   | 毕   | 邓   | 郓   | 霍   | 蔡   | 瀛   | 沂   |      | 荣   | 英   |      | 温   |
| 次國 | 大定七年（1167年） |      | 隋   | 鄭   | 衛   |      | 韓   | 潞   | 豳   | 沈   | 鄂   | 代   | 虞   | 徐   | 滕   | 薛   | 纪   | 原   | 邢   | 翼   | 丰   | 毕   | 邓   | 郓   | 霍   | 蔡   | 瀛   | 沂   | 荆   | 荣   | 英   | 寿   | 温   |
| 次國 | 明昌二年（1191年） |      | 泾   | 鄭   | 衛   |      | 韓   | 潞   | 豳   | 沈   | 岐   | 代   | 泽   | 徐   | 滕   | 薛   | 纪   | 升   | 邢   | 翼   | 丰   | 毕   | 邓   | 郓   | 霍   | 蔡   | 瀛   | 沂   | 荆   | 荣   | 英   | 寿   | 温   |
| 小國 | 天眷元年（1138年） | 濮   | 济   | 道   | 定   | 景   | 申   | 崇   | 宿   | 息   | 莒   | 邺   | 郜   | 舒   | 淄   | 郕   | 宗   | 郧   | 谭   | 应   | 向   | 郇   | 密   | 胙   | 任   | 戴   | 巩   | 葛   | 萧   | 莘   | 芮   |      |      |
| 小國 | 大定七年（1167年） | 濮   | 济   | 道   | 定   | 景   | 申   | 崇   | 宿   | 息   | 莒   | 邺   | 郜   | 舒   | 淄   | 郕   | 宗   | 郧   | 谭   | 杞   | 向   | 郇   | 密   | 胙   | 任   | 戴   | 巩   | 葛   | 萧   | 莘   | 芮   |      |      |
| 小國 | 明昌二年（1191年） | 濮   | 遂   | 道   | 定   | 邹   | 申   | 崇   | 宿   | 息   | 莒   | 邺   | 郜   | 舒   | 淄   | 郕   | 莱   | 郧   | 郯   | 杞   | 向   | 郇   | 密   | 胙   | 任   | 戴   | 巩   | 蒋   | 萧   | 莘   | 芮   |      |      |

## 西夏
西夏爵位於舊史並未記載，後人根據出土文獻如《官階封號表》、《天盛改舊新定律令》考證出有國王、太王、平王、郡王、嗣王以及東院王、南院王、西院王、北院王等王爵。

## 元朝
元朝置八等爵。王爵唯皇族、蒙古贵族可封，国公封赐甚滥，郡公以下多用於追赠。
| 爵位               | 官品     | 封授舉例           |
| 王（金印獸紐）     | 正一品   | 燕王真金           |
| 王（金印螭紐）     | 正一品   | 安西王忙哥剌       |
| 王（金印駝紐）     | 正一品   | 河間王兀魯帶       |
| 王（金鍍銀印駝紐） | 正一品   | 西平王奧魯赤       |
| 王（金鍍銀印龜紐） | 正一品   | 寧遠王闊闊出       |
| 郡王（銀印龜紐）   | 从一品   | 宣寧郡王帖木兒不花 |
| 國公               | 正二品   | 寿国公王守道       |
| 郡公               | 从二品   | 天水郡公赵柔       |
| 郡侯               | 正从三品 | 清河郡侯张子良     |
| 郡伯               | 正从四品 | 陇西郡伯董文蔚     |
| 縣子               | 正五品   | 易縣子李德祿       |
| 縣男               | 从五品   | 象山县男俞述祖     |

## 明朝
明朝初期參閱前朝之制，列爵五等以封功臣外戚。後來又革除子、男二爵，只留公、侯、伯三等，並定制：「凡爵非社稷軍功不得封，封號非特旨不得予。」明朝爵位分兩種，一是只授終身（不世），二是可以世襲（世）。爵位的「世」與「不世」，以軍功大小而定，均給誥券。除有軍功者外，可得爵號的還有曲阜孔子後裔衍聖公及駙馬都尉、外戚等因恩澤受封者，但只是給誥而不給券。與前朝不同的是，明朝的公、侯、伯只有爵號和食祿，並無封邑。

### 宗室爵位
明朝，王爵为皇族专享（开国诸大将死后有追封郡王者），王爵均世袭罔替：
- 皇帝諸子，除皇太子外，一律封親王。其正妻稱皇太子妃、親王妃。
- 皇太子的嫡長子封皇太孫，其餘諸子并封郡王。親王嫡长子年十岁立王世子[87]，长孙立为世孙，也有封世曾孫的例子（如晉王朱知烊）；其餘诸子年十岁，则封为郡王。
- 親王和皇太子的子孫未封者皆稱王子、王孫，言語皆稱裔旨。其正妻稱世子妃、世孫夫人、郡王妃。
- 郡王嫡长子为郡王長子；嫡长孙则授长孙，也有封曾长孙及玄长孙的例子；其正妻稱長子夫人、長孫夫人。其餘诸子则授镇国将军（亦有濫妾所生之子降等為輔國將軍）。其正妻稱鎮國將軍夫人。鎮國將軍以下，降等襲爵。
- 鎮國將軍之子封辅国将军[88]。其正妻稱輔國將軍夫人。
- 輔國將軍之子封奉国将军。其正妻稱淑人。
- 奉國將軍之子封镇国中尉。其正妻稱恭人。
- 鎮國中尉之子封辅国中尉。其正妻稱宜人。
- 輔國中尉之子封奉国中尉，以後永為奉國中尉，不再降等。其正妻稱安人。

皇族女性稱號：
- 皇姑稱大長公主[89]。
- 皇姊妹稱長公主。
- 皇帝之女稱公主。自公主以上俱授金冊，其夫稱駙馬都尉，賜誥命。
- 親王之女稱郡主。自郡主以下俱授誥命，其夫稱儀賓。
- 郡王之女稱縣主。
- 鎮國將軍之女稱郡君。
- 輔國將軍之女稱縣君。
- 奉國將軍之女稱鄉君。
- 奉國中尉之女，一律稱宗女[88]。

### 宗室俸祿
俸祿為本色糧、折色糧、折鈔（即紙幣）等所組成：
- 亲王岁禄約一萬石（因人而異，亦有八千、六千、三千、兩千石的；嘉靖後多為九千石）。
- 郡王兩千石〈郡王長子襲封之後俸祿一律折半；俸祿因所在的親王府而異，亦有初封即為一千石或五百石的，繼承時不折半〉。
- 镇国将军一千石。
- 辅国将军八百石。
- 奉国将军六百石。
- 镇国中尉四百石。
- 辅国中尉三百石。
- 奉国中尉兩百石。

- 公主及駙馬兩千石。
- 郡主及儀賓八百石。
- 縣主及儀賓六百石。
- 郡君及儀賓四百石。
- 縣君及儀賓三百石。
- 鄉君及儀賓兩百石。

### 功臣爵位及俸祿
明朝另有公、侯、伯三等爵專授功臣和外戚，三等爵一般世襲罔替，也有降等襲爵〈子孫襲爵比本人低一等，但世襲罔替〉或不能繼承〈流爵〉者。功臣則給鐵券，封號四等：
- 佐太祖定天下者，曰「開國輔運推誠宣力武臣」[90]、「開國輔運守正文臣」。
- 從成祖起兵者，曰「奉天靖難推誠宣力武臣」。
- 或曰「奉天翊運推誠宣力」和「奉天翊衛推誠宣力武臣」或曰「欽承祖業推誠奉義」。[91][92]

公侯伯爵中，武臣曰宣力武臣，文臣曰守正文臣。
受封而領鐵券者，為世襲封爵，否則為流爵。襲封則還其誥券，核定世流降除之等。爵位世襲，或降等以襲。公、侯、伯封號分四等歲祿以功為差，可掌參五府總六軍，出則可領將軍印為大帥督，轄漕綱，但不得預九卿事。
郡公、郡侯、郡伯、縣子、縣男这五等封爵並不屬於明朝建立後的正式封爵体系，係明朝建立前，明太祖朱元璋給戰死的功臣追贈的封爵。
明朝建立後，確立的正式爵位為：國公、侯、伯。
公侯伯爵的俸祿：
以下為《明會典》所述萬曆年間的規定。
公爵：不定，因人而異。
- 魏國公 年俸五千石〈兩千本色，三千折鈔〉。
- 黔國公 三千石〈一千五百本色，一千五百折鈔〉。
- 成國公 四千二百石〈一千四百本色，二千八百折鈔〉。
- 英國公 三千二百石〈一千五百本色，一千七百折鈔〉。
- 定國公 二千五百石〈一千五百本色，一千折鈔〉。

侯爵：亦不定，以年俸一千石〈五百本色，五百折鈔〉居多。亦有五百石或一千五百石者。
伯爵：以年俸一千石（三百至五百本色，五百至七百折鈔）居多。亦有七百石或一千一百石者。

## 清朝
清朝爵位按授予的对象分宗室、功臣、蒙古（回部、哈萨克）三种。清朝的封爵，与前代不同的是，所有的封爵只加美号，不加国号、邑号，如睿亲王、勇毅侯之类。

### 宗室世爵
清朝宗室从高到低共十二级：
“和硕”、“多罗”、“固山”都是满语转音。“固山”就是“旗”（gūsa），“多罗”指一角（doro），“和硕”指一方（hošo），都是指所担当方面范围的大小，以“和硕”为最大。
1. 和硕亲王
2. 多罗郡王
3. 多罗贝勒
4. 固山贝子
5. 奉恩鎮國公
6. 奉恩辅国公
7. 不入八分镇国公
8. 不入八分辅国公
9. 镇国将军，分一至三等镇国将军，正一品；
10. 辅国将军，分一等辅国将军兼一云骑尉及一至三等辅国将军，正二品；
11. 奉国将军，分一等奉国将军兼一云骑尉及一至三等奉国将军，正三品；
12. 奉恩将军，分奉恩将军兼一云骑尉及奉恩将军，正四品。

奉恩辅国公之前等称入八分公，与之后的不入八分镇国公、不入八分辅国公等爵位不同。冊封嫡子共二級，分別為世子（亲王嫡子）、與长子（郡王嫡子）。没有爵位的宗室成员统称为“闲散宗室”，可穿着四品武官官服。
除了清初受封的八大鐵帽子王礼亲王代善、郑亲王济尔哈朗、睿亲王多尔衮、豫亲王多铎、肃亲王豪格、承泽亲王硕塞、克勤郡王岳托、和顺承郡王勒克德浑、以及後來的雍正时怡亲王胤祥、同治时恭亲王奕訢、光绪时醇亲王奕譞、庆亲王奕劻共十二个王可以世袭罔替外，其余宗亲世爵只能遞降世袭。
宗室爵俸禄：
1. 亲王岁俸银万两，禄米万斛；[95]
2. 世子岁俸银六千两，禄米六千斛；
3. 郡王岁俸银五千两，禄米五千斛；
4. 长子岁俸银三千两，禄米三千斛；
5. 贝勒岁俸银二千五百两，禄米二千五百斛；
6. 贝子岁俸银一千三百两，禄米一千三百斛；
7. 镇国公岁俸银七百两，禄米七百斛；
8. 辅国公岁俸银五百两，禄米五百斛；
9. 一等镇国将军岁俸银四百一十两，禄米四百一十斛；
10. 二等镇国将军岁俸银三百八十五两，禄米三百八十五斛；
11. 三等镇国将军岁俸银三百六十两，禄米三百六十斛；
12. 一等辅国将军兼一云骑尉岁俸银三百三十五两，禄米三百三十五斛；
13. 一等辅国将军岁俸银三百一十两，禄米三百一十斛；
14. 二等辅国将军岁俸银二百八十五两，禄米二百八十五斛；
15. 三等辅国将军岁俸银二百六十两，禄米二百六十斛；
16. 一等奉国将军兼一云骑尉岁俸银二百三十五两，禄米二百三十五斛；
17. 一等奉国将军岁俸银二百一十两，禄米二百一十斛；
18. 二等奉国将军岁俸银一百八十五两，禄米一百八十五斛；
19. 三等奉国将军岁俸银一百六十两，禄米一百六十斛；
20. 奉恩将军兼一云骑尉岁俸银一百三十五两，禄米一百三十五斛；
21. 奉恩将军岁俸银一百一十两，禄米一百一十斛。

### 功臣爵位
功臣爵又以相對於宗室爵而稱為「民爵」。乾隆十六年（1751年）定制，功臣爵位为以下二十七等：
1. 公，分一至三等公，超品
2. 侯，分一等侯兼一云骑尉及一至三等侯．超品；
3. 伯，分一等伯兼一云骑尉及一至三等伯，超品；
4. 子，分一等子兼一云骑尉及一至三等子，正一品；順治四年（1647年）定名精奇尼哈番，乾隆元年（1736年）定漢名「子」。
5. 男，分一等男兼一云骑尉及一至三等男，正二品；順治四年（1647年）定名阿思哈尼哈番，乾隆元年（1736年）定漢名「男」。
6. 轻车都尉，分—等轻车都尉兼一云骑尉及—至三等轻车都尉，正三品；順治四年（1647年）定名阿達哈哈番，乾隆元年（1736年）定漢名「輕車都尉」。
7. 骑都尉，分骑都尉兼一云骑尉及骑都尉，正四品；順治四年（1647年）定名拜他喇布勒哈番，乾隆元年（1736年）定漢名「騎都尉」。
8. 雲骑尉，正五品；清初稱「半個前程」，順治四年（1647年）定名拖沙喇哈番，乾隆元年（1736年）定漢名「雲騎尉」。
9. 恩骑尉，正七品；乾隆十六年（1751年）增定。

功臣爵位俸禄
1. 一等公岁支俸银七百两 [96]
2. 二等公六百八十五两
3. 三等公六百六十两
4. 一等侯又一云骑尉六百三十五两
5. 一等侯六百一十两
6. 二等侯五百八十五两
7. 三等侯五百六十两
8. 一等伯又一云骑尉五百三十五两
9. 一等伯五百一十两
10. 二等伯四百八十五两
11. 三等伯四百六十两
12. 一等子又一云骑尉四百三十五两
13. 一等子四百一十两
14. 二等子三百八十五两
15. 三等子三百六十两
16. 一等男又一云骑尉三百三十五两
17. 一等男三百一十两
18. 二等男二百八十五两
19. 三等男二百六十两
20. 一等轻车都尉又一云骑尉二百三十五两
21. 一等轻车都尉二百一十两
22. 二等轻车都尉一百八十五两
23. 三等轻车都尉一百六十两
24. 骑都尉又一云骑尉一百三十五两
25. 骑都尉一百一十两
26. 云骑尉八十五两
27. 恩骑尉四十两

不列等世职俸禄
1. 闲散公二百五十五两
2. 闲散侯二百三十两
3. 伯品级世职二百零五两
4. 子品级世职一百八十两
5. 男品级世职一百五十五两
6. 轻车都尉品级世职一百三十两
7. 骑都尉品级世职一百零五两
8. 云骑尉品级世职八十两

凡在京八旗世爵，每俸银一两，兼支给米一斛。

### 蒙古世爵
1. 汗
2. 亲王
3. 郡王
4. 贝勒
5. 贝子
6. 镇国公
7. 辅国公
8. 札萨克台吉
9. 一等台吉（塔布囊）
10. 二等台吉（塔布囊）
11. 三等台吉（塔布囊）
12. 四等台吉（塔布囊）

其中一等台吉以上爵位可任札萨克，以下为闲散王公爵位。
外藩爵俸禄：
1. （内扎萨克王公）科尔沁图什业图、卓哩克图、达尔罕三亲王俸银二千五百两，俸缎四十匹；其余亲王俸银二千两，俸缎二十五匹；科尔沁扎萨克图郡王俸银一千五百两，俸缎二十；其余郡王俸银一千二百两，俸缎十五；贝勒俸银八百两，俸缎十三；贝子，俸银五百两，俸缎十；镇国公俸银三百两，俸缎九匹；辅国公俸银二百两，俸缎七；扎萨克台吉俸银一百两，俸缎四；
2. （外扎萨克王公）汗俸银二千五百两，缎四十；亲王俸银二千两，缎二十五；世子俸银一千五百两，缎二十；郡王俸银一千二百两，缎十五；贝勒俸银八百两，缎十三；贝子俸银五百两，缎十；镇国公俸银三百两，缎九：辅国公俸银二百两，缎七；扎萨克一等台吉俸银一百两，缎四；
3. 伊犁所属之土尔扈特、和硕特汗、王、贝勒、贝子、公、台吉应领俸银、缎匹数目，均与喀尔喀同；杜尔伯特汗、亲王、郡王、贝勒、贝子、辅国公、扎萨克台吉俸银、俸缎喀尔喀汗、王、公、台吉之例颁给。

1. （内扎萨克王公以下贵族）一等子爵俸银二百五两，二等子爵俸银一百九十二两五钱，三等子爵俸银一百八十两：一等男爵俸银一百五十五两，二等男爵俸银一百四十二两五钱，三等男爵俸银一百三十两；一等轻车都尉俸银一百五两，二等轻车都尉俸银九十二两五钱，三等轻车都尉俸银八十两；骑都尉俸银五十五两：云骑尉俸银四十二两五钱；
2. （外扎萨克王公以下贵族）乾清门行走一等台吉俸银一百两，二等八十两，三等六十两，四等四十两。阵亡世袭一等台吉五十两，副都统七十七两五钱，骑都尉五十五两，云骑尉四十二两五钱。骑都尉兼一云骑尉六十七五钱。喀尔喀世袭一等台吉五十两，达尔罕二十两，缎四。

### 额驸
1. 固伦额驸
2. 和硕额驸
3. 郡主额驸
4. 县主额驸
5. 郡君额驸
6. 县君额驸

## 品秩

### 魏晉南朝
| 官品   | 魏・西晉               | 東晉・宋                               | 陳                             |
| ------ | ---------------------- | -------------------------------------- | ------------------------------ |
| 第一品 | 王・公・侯・伯・子・男 | 開国郡公・開国縣公                     | 郡王                           |
| 第二品 |                        | 開国縣侯・開国縣伯・開国縣子・開国縣男 | 嗣王・蕃王・開国郡公・開国縣公 |
| 第三品 | 縣侯                   | 縣侯                                   | 開国縣侯                       |
| 第四品 | 鄉侯                   | 鄉侯                                   | 開国縣伯                       |
| 第五品 | 亭侯                   | 亭侯                                   | 開国縣子                       |
| 第六品 | 關內侯・名號侯         | 關內侯・名號侯                         | 開国縣男                       |
| 第七品 | 關中侯・關外侯         | 關中侯・關外侯                         | 汤沐食侯                       |
| 第八品 |                        |                                        | 鄉侯・亭侯                     |
| 第九品 |                        |                                        | 關中侯・關外侯                 |

### 北魏至元朝
| 官品   | 北魏             | 北齐             | 隋                             | 唐               | 宋               | 金                 | 元   |
| ------ | ---------------- | ---------------- | ------------------------------ | ---------------- | ---------------- | ------------------ | ---- |
| 正一品 | 郡王・開国郡公   | 郡王             | 王                             | 王               | 王               | 郡王・国公         | 王   |
| 从一品 | 開国縣公・散郡公 | 開国郡公         | 郡王・国公・開国郡公・開国縣公 | 嗣王・郡王・国公 | 嗣王・郡王・国公 | 郡王・国公         | 郡王 |
| 正二品 | 開国縣侯         | 散郡公・開国縣公 | 開国縣侯                       | 開国郡公         | 開国郡公         | 開国郡公・開国縣公 | 国公 |
| 从二品 | 散郡侯・散縣侯   | 散縣公・開国縣侯 |                                | 開国縣公         |                  | 開国郡公・開国縣公 | 郡公 |
| 正三品 | 開国縣伯         | 散縣侯・開国縣伯 | 開国縣伯                       |                  | 開国郡侯         | 開国郡侯・開国縣侯 | 郡侯 |
| 从三品 | 散縣伯           | 散縣伯           |                                | 開国縣侯         |                  | 開国郡侯・開国縣侯 | 郡侯 |
| 正四品 | 開国縣子         | 開国縣子         | 開国縣子                       | 開国縣伯         | 開国縣伯         | 開國郡伯・開國縣伯 | 郡伯 |
| 从四品 | 散縣子           | 散縣子           |                                |                  |                  | 開國郡伯・開國縣伯 | 郡伯 |
| 正五品 | 開国縣男         | 開国縣男         | 開国縣男                       | 開国縣子         | 開国縣子         | 開国郡子・開国縣子 | 縣子 |
| 从五品 | 散縣男           | 開国乡男・散縣男 |                                | 開国縣男         | 開国縣男         | 開国郡男・開国縣男 | 縣男 |

### 清朝
| 官品   | 天命5年（1620年） | 天聰8年（1634年）             | 順治元年（1644年）            | 乾隆元年（1736年）                        | 乾隆16年（1751年）                        |
| ------ | ----------------- | ----------------------------- | ----------------------------- | ----------------------------------------- | ----------------------------------------- |
| 超品   | 五備御之总兵官    | 一等公                        | 一等-三等公                   | 一等-三等公                               | 一等-三等公                               |
| 超品   |                   |                               | 一等-三等侯                   | 一等侯兼一雲騎尉・一等-三等侯             | 一等侯兼一雲騎尉・一等-三等侯             |
| 超品   | 一等-三等伯       | 一等伯兼一雲騎尉・一等-三等伯 | 一等伯兼一雲騎尉・一等-三等伯 |                                           |                                           |
| 正一品 | 一等-三等总兵     | 一等-三等昂邦章京             | 一等-三等精奇尼哈番           | 一等子兼雲騎尉・一等-三等子               | 一等子兼雲騎尉・一等-三等子               |
| 正二品 | 一等-三等副将     | 一等-三等梅勒章京             | 一等-三等阿思哈尼哈番         | 一等男兼一雲騎尉・一等-三等男             | 一等男兼一雲騎尉・一等-三等男             |
| 正三品 | 一等-二等参将     | 一等-三等甲喇章京             | 一等-三等阿達哈哈番           | 一等轻車都尉兼一雲騎尉・一等-三等轻車都尉 | 一等轻車都尉兼一雲騎尉・一等-三等轻車都尉 |
| 正三品 | 游撃              | 一等-三等甲喇章京             | 一等-三等阿達哈哈番           | 一等轻車都尉兼一雲騎尉・一等-三等轻車都尉 | 一等轻車都尉兼一雲騎尉・一等-三等轻車都尉 |
| 正四品 | 備御              | 一等-二等牛録章京             | 一等-二等拜他喇布勒哈番       | 一等騎都尉兼一雲騎尉・騎都尉              | 一等騎都尉兼一雲騎尉・騎都尉              |
| 正五品 |                   |                               | 拖沙喇哈番                    | 雲騎尉                                    | 雲騎尉                                    |
| 正七品 |                   |                               |                               |                                           | 恩騎尉                                    |

## 女性爵位
中国历代受封女性通称为命妇，细分为内命妇和外命妇。

## 中国爵位制度终结
爵位制度是世袭制度的一部份。中華民國建立后的1912年，中國最後一個王朝清朝滅亡。北洋政府时期，清朝皇族的世袭爵位制度被废除，但蒙古王公、回部王公的世爵制度仍得到保留。袁世凱稱帝時，曾短暫恢復爵位制度。1928年东北易帜，国民政府名义上统一中国后，除衍聖公保留到1935年之外，不再實施。